# Ingrid Burgstaller
Ingrid Burgstaller (* 1960 in Pfaffenhofen an der Ilm) ist eine deutsche Architektin und Hochschullehrerin.

## Werdegang
Ingrid Burgstaller studierte von 1980 bis 1986 Architektur an der TU München und diplomierte dort bei Hermann Schröder. Von 1988 bis 1989 absolvierte sie ein Aufbaustudium an der Bartlett School of Architecture und machte 1989 ihren Master of Science in Architektur bei Bill Hillier. Sie arbeitete bei Sampo Widmann und gründete 1989 gemeinsam mit Michael Gebhard das Architekturbüro MORPHO-LOGIC Architektur und Stadtplanung in München. Seit 2018 ist Burgstaller Dekanin des Fachbereichs Architektur der Hochschule Nürnberg.
1997 lehrte sie als Gastdozentin an der Universität Hannover, von 1998 bis 2005 als Lehrbeauftragtin an den Hochschulen München und Nürnberg und seit 2005 als Professorin für Stadtplanung und Städtebau an der TH Nürnberg.
Burgstaller wurde 1996 in den BDA berufen und ist seit 2006 Mitglied der Deutschen Akademie für Städtebau und Landschaftsplanung.

## Bauten
- 1998: Rathaus Lengdorf mit Ingenieur Bernhard Behringer
- 1997–2001: Hochschule Görlitz mit Ingenieur Bernhard Behringer
- 1998–2002: Neugestaltung Maximilianstraße, Regensburg mit Künstler Markus Heinsdorff
- 2002–2003: Haus Burgstaller, Stadtbergen mit Erwin Huttner
- 2003–2006: Kindertagesstätte, München-Riem mit Ingenieur Bernhard Behringer
- 2003–2008: Neugestaltung Curt-Mezger-Platz, Milbertshofen
- 2000–2009: Kita Konrad-Celtis-Straße, München
- 2004–2010: Neugestaltung Bahnhofvorplatz, Nördlingen mit Ingenieur Bernhard Behringer
- 2008–2010: Sanierung Haus der Bayerischen Landkreise, München[3]
- 2010–2013: Kinderkrippe Scheurlinstraße, München
- 2010–2013: Kinderkrippe Gustav-Meyrink-Straße, München
- 2017: Kuhwiesenhanghaus, Trebesing[4][5]
- 2019: Ferienhaus, Nockberge

## Auszeichnungen und Preise
- 1988: DAAD-Stipendium
- 2001: Sächsischer Staatspreis für Architektur und Bauwesen für Hochschule Görlitz[6]
- 2005: trafficdesign award Sonderpreis Kommunen für Neugestaltung Maximilianstraße, Regensburg
- 2012: Thomas Wechs Preis für Neugestaltung Bahnhofvorplatz, Nördlingen[7]
- 2013: BDA-Preis Bayern für Neugestaltung Bahnhofvorplatz, Nördlingen[8]
- 2019: Vorstellung von Kuhwiesenhanghaus, Trebesing in Best Architects 20[9]
- 2020: polis Award für urbanes Flächenrecycling für Masterplan Am Papierbach, Landsberg am Lech

## Veröffentlichungen
Die Bauten von Ingrid Burgstaller wurden in der Deutschen Bauzeitung, der architekt, Deutsches Architektenblatt, wettbewerbe aktuell, DBZ Baumeister und im DETAIL Verlag veröffentlicht.